# Will Young (Cricketspieler)
William Alexander Young (* 22. November 1992 in New Plymouth, Neuseeland) ist ein neuseeländischer Cricketspieler der seit 2020 für die neuseeländische Nationalmannschaft spielt.

## Kindheit und Ausbildung
Young war Kapitän der neuseeländischen Vertretung beim ICC U19-Cricket-Weltmeisterschaft 2012.

## Aktive Karriere
Young gab sein First-Class-Debüt im März 2012 für die Central Districts im nationalen neuseeländischen Cricket. Diese führte er als Kapitän zum Gewinn des Plunket Shield 2017/18. Daraufhin wurde er nach guten Leistungen im neuseeländischen A-Team für den Test-Kader bei der Tour gegen Sri Lanka im Dezember 2018 berufen, kam jedoch nicht zum Einsatz. Im März 2019 sollte er sein Test-Debüt gegen Bangladesch geben, doch wurde das Spiel nach einem Terror-Anschlag in Christchurch abgesagt. Im Mai 2019 erhielt er dann einen zentralen Vertrag des neuseeländischen Verbandes. Kurz darauf entschied er sich eine Schulteroperation vornehmen zu lassen, die ihn für Monate am Spielen hinderte. Im Dezember 2020 gab er dann nach einer Verletzung von BJ Watling sein Test-Debüt gegen die West Indies. Im März 2021 folgte dann auch sein ODI- und Twenty20-Debüt gegen Bangladesch. In seinem ersten Twenty20 erreichte er dabei ein Fifty über 53 Runs. Im Juni konnte er im zweiten Test der Serie in England ein Fifty über 82 Runs erzielen.
Im November 2021 reiste er mit dem Team nach Indien, wo ihm in der Test-Serie ein weiteres Fifty über 89 Runs gelang. Zum Jahreswechsel kam dann Bangladesch nach Neuseeland und Young erzielte dort zwei Fifties im ersten (52 und 69 Runs) und ein weiteres (54 Runs) im zweiten Test. Sein erstes internationales Century gelang ihm im März 2022 in der ODI-Serie gegen die Niederlande. Im ersten Spiel erzielte er 103* Runs für 114 Runs wofür er als Spieler des Spiels ausgezeichnet wurde. Im dritten ODI konnte er mit 120 Runs aus 112 Bällen abermals ein Century erreichen, wofür er als Spieler des Spiels und der Serie ausgezeichnet wurde. Im Sommer 2022 erzielte er im zweiten Test gegen England ein Fifty über 56 Runs. Auch spielte er in der Saison für Northamptonshire im nationalen englischen Cricket. Im März 2023 konnte er gegen Sri Lanka ein Fifty über 86* Runs erreichen im dritten ODI, wofür er als Spieler des Spiels ausgezeichnet wurde. Daran schloss sich eine ODI-Serie in Pakistan an, bei der er zwei Fifties (86 und 87 Runs) erreichte. Im August konnte er dann bei der Twenty20-Serie in den Vereinigten Arabischen Emiraten mit 56 Runs ein weiteres Half-Century erreichen. Daraufhin wurde er für den Cricket World Cup 2023 nominiert.